# Hymn for the Weekend
«Hymn for the Weekend» (с англ. — «Гимн для выходных») — сингл, записанный британской рок-группой Coldplay совместно с американской певицей Бейонсе. Выпущен 25 января 2016 года как второй сингл с их седьмого студийного альбома A Head Full of Dreams. Был написан участниками Coldplay, а продюсерами выступили Рик Стэмпсон, Digital Divide, Stargate, Авичи.
Занял шестое место в чарте UK Singles Chart, а также попал в двадцатку лучших в таких странах, как Швейцария, Ирландия, Франция, Швеция, Австрия, Бельгия, Италия и Испания. В США ремикс от Seeb достиг 25-го места в американском чарте Billboard Hot 100.
Музыкальное видео было выпущено 29 января 2016 года и снято в различных городах Индии. В некоторых сценах участвует Бейонсе, а также индийская актриса из Болливуда Сонам Капур. Дебютировал на радио-шоу Энни Мак на BBC 30 ноября 2015 года.
Написан в тональности до минор в умеренном темпе 90 ударов в минуту.
Впервые был исполнен во время церемонии вручения наград Brit Awards 2016 24 февраля 2016 года.

## Предыстория
По словам Гая Берримана вокалист Крис Мартин изначально хотел, чтобы сингл был песней для вечеринок с текстом «Drinks on me, drinks on me» (с англ. — «Напитки за мой, напитки за мой»), но его товарищи по группе думали, что это не понравится поклонникам. В интервью The Wall Street Journal Мартин подтвердил рассказ Берримана о том, что группа протестовала против такого текста. По словам Мартина, изначально суть заключалась в том, что он «слушал Flo Rida или что-то в этом роде», и подумал: «Это такой позор, что у Coldplay никогда не было ни одной клубной песни, такой как „Turn Down for What“».

## Критика
Хелен Браун из The Daily Telegraph писала: «Своим появлением Бейонсе привносит гармонию в этот небольшой экскурс в PBR&B. Она открывает райские фанфары и заставляет Мартина сменить привычное для него исполнение фальцетом на более грубый голос». Сара Родман из The Boston Globe написала: «Именно с этого трека альбом действительно взлетает на крыльях ангельского хора, включающего Бейонсе». Карл Уильямс из Idolator написал: «Сингл с участием Бейонсе почти равен энергии альбома, но в нем отсутствует драма „Princess of China“». Он пришел к выводу, что «ребята выглядят как полные деревенщины, пытающиеся развлечься в клубе, или как пьяный отец, исполняющий рэп-танец на свадьбе».

## Музыкальное видео
Сопровождающее музыкальное видео для «Hymn for the Weekend» было снято в октябре 2015 года в различных городах Индии, включая Ворли, Мумбаи и Калькутту. В видео представлен форт Bassein, он же форт Святого Себастьяна, расположенный в Васаи, Мумбаи. Съемки также проходили в знаменитом театре Maratha Mandir, который известен тем, что более 22 лет подряд демонстрирует один единственный фильм «Непохищенная невеста». Видео посвящено индийскому фестивалю Холи. Было снято Беном Мором и выпущено 29 января 2016 года. В видео участвуют Бейонсе и индийская актриса Сонам Капур.
По состоянию на январь 2023 года у него более 1,8 миллиарда просмотров на YouTube, что делает его самым просматриваемым музыкальным видео Coldplay.

## Участники записи

### Coldplay
- Крис Мартин — вокал, фортепиано
- Джонни Бакленд — гитара
- Гай Берриман — бас-гитара
- Уилл Чемпион — барабаны, драм-пад, перкуссия, бэк-вокал

### Приглашенные артисты
- Авичи — дополнительное программирование
- Regiment Horns — духовые инструменты
- Бейонсе — вокал

## Чарты

### Еженедельные чарты
| Чарт (2016)                                  | Высшая позиция |
| -------------------------------------------- | -------------- |
| Аргентина (Monitor Latino)                   | 12             |
| Австралия (ARIA)                             | 24             |
| Австрия (Ö3 Austria Top 40)                  | 10             |
| Бельгия/Фландрия (Ultratop 50)               | 5              |
| Бельгия/Валлония (Ultratop 50)               | 2              |
| Канада (Billboard Canadian Hot 100)          | 32             |
| Чехия (Rádio — Top 100)                      | 17             |
| Чехия (Singles Digitál Top 100)              | 2              |
| Дания (Tracklisten)                          | 20             |
| Эквадор (National-Report)                    | 13             |
| Финляндия (Suomen virallinen lista)          | 15             |
| Франция (SNEP)                               | 3              |
| Германия (GfK)                               | 11             |
| Греция (Digital Songs, Billboard)            | 3              |
| Венгрия (Rádiós Top 40)                      | 34             |
| Венгрия (Single Top 40)                      | 4              |
| Исландия (RÚV)                               | 1              |
| Ирландия (IRMA)                              | 7              |
| Израиль (Media Forest)                       | 1              |
| Италия (FIMI)                                | 2              |
| Ливан (The Official Lebanese Top 20)         | 1              |
| Нидерланды (Dutch Top 40)                    | 11             |
| Нидерланды (Single Top 100)                  | 18             |
| Новая Зеландия (N.Z. Heatseekers, RMNZ)      | 3              |
| Норвегия (VG-lista)                          | 13             |
| Польша (Polish Airplay Top 100)              | 1              |
| Португалия (AFP)                             | 9              |
| Россия (Tophit)                              | 2              |
| Шотландия (OCC Scotland)                     | 4              |
| Сербия (Radiomonitor)                        | 5              |
| Словакия (Rádio — Top 100)                   | 1              |
| Словакия (Singles Digitál Top 100)           | 6              |
| Словения (SloTop50)                          | 10             |
| ЮАР (EMA)                                    | 3              |
| Испания (PROMUSICAE)                         | 5              |
| Швеция (Sverigetopplistan)                   | 2              |
| Швейцария (Schweizer Hitparade)              | 7              |
| Великобритания (OCC UK Singles)              | 6              |
| США (Billboard Hot 100)                      | 25             |
| США (Billboard Adult Contemporary)           | 19             |
| США (Billboard Adult Pop Airplay)            | 6              |
| США (Billboard Dance Club Songs)             | 3              |
| США (Billboard Hot Rock & Alternative Songs) | 4              |
| США (Billboard Pop Airplay)                  | 18             |
| США (Billboard Rock & Alternative Airplay)   | 11             |

## Сертификации
| Регион | Сертификация  | Продажи   |
| --- | ------------- | --------- |
| Австралия (ARIA) | Платиновый    | 70 000    |
| Австрия (IFPI Austria) | Золотой       | 15 000    |
| Бельгия (BEA) | Платиновый    | 20 000    |
| Канада (Music Canada) | 3× Платиновый | 240 000   |
| Дания (IFPI Danmark) | 2× Платиновый | 180 000   |
| Германия (BVMI) | Платиновый    | 400 000   |
| Италия (FIMI) | 8× Платиновый | 400 000   |
| Новая Зеландия (RMNZ) | 3× Платиновый | 90 000    |
| Польша (ZPAV) | Бриллиантовый | 100 000   |
| Португалия (AFP) | 2× Платиновый | 20 000    |
| Испания (PROMUSICAE) | 3× Платиновый | 120 000   |
| Швеция (GLF) | Платиновый    | 40 000    |
| Швейцария (IFPI Switzerland) | 2× Платиновый | 60 000    |
| Великобритания (BPI) | 2× Платиновый | 1,350,000 |
| США (RIAA) | 3× Платиновый | 3 000 000 |
| * Данные о продажах приведены только на основе сертификации. · Данные о продажах + прослушиваниях приведены только на основе сертификации. |               |           |